# Keflavík
Keflavík – miasto w południowo-zachodniej części Islandii, na półwyspie Reykjanes, nad fiordem Stakksfjörður (część zatoki Faxaflói). Znajduje się tutaj główny międzynarodowy port lotniczy kraju Keflavíkurflugvöllur, a także ważny port rybacki. 

## Opis
Prawa miejskie Keflavík uzyskał w 1949 roku. 11 czerwca 1994 roku miasto zostało połączone z miejscowościami Njarðvík i Hafnir w nową gminę Reykjanesbær. Zamieszkuje ją 17,8 tys. mieszk., z czego większość w Keflavíku i Njarðvíku, które traktowane są jako jeden organizm miejski zamieszkiwany przez blisko 17,6 tys. osób (2018). Obszar ten stanowi jeden z ważniejszych obszarów zurbanizowanych wyspy, obok regionu stołecznego oraz Akureyri na północy kraju. Według statystyk gminnych w samym Keflavíku mieszkało w sierpniu 2018 roku 8915 osób. 
Przed narzuceniem duńskiego monopolu handlowego w 1602 roku, osada liczyła sobie około 7,5 tys. mieszkańców i stanowiła największy ośrodek handlu Islandii. Od II wojny światowej do 8 września 2006 znajdowała się tu duża baza NATO zarządzana przez Amerykanów. Ich stacjonowanie było powodem wielu demonstracji ludności islandzkiej, obawiającej się amerykanizacji ich kultury narodowej.
Na uwagę w mieście zasługują dwa muzea: Byggðasafn Suðurnesi (etnograficzne) i Duushús (wystawa miniaturowych modeli statków).
Kilkanaście kilometrów na południe od miasta znajduje się jedna z największych w świecie elektrowni geotermalnych Svartsengi ze sztucznym jeziorem wypełnionym gorącą wodą, Bláa Lónið (ang.: Blue Lagoon, Błękitna Laguna). Jest to bardzo popularne kąpielisko.